# Hot Sauce Committee Part Two
Hot Sauce Committee Part Two è l'ottavo e ultimo album in studio dei Beastie Boys. La sua pubblicazione era inizialmente prevista per il 15 settembre 2009 con il titolo Hot Sauce Committee, Pt. 1, ma venne posticipata quando a uno dei membri del trio, Adam "MCA" Yauch (poi scomparso nel 2012), fu diagnosticato un cancro. Il primo titolo pensato per il disco è stato Tadlock's Glasses.

## Tracce
1. Make Some Noise – 3:29 (Beastie Boys)
2. Nonstop Disco Powerpack – 4:08 (Beastie Boys)
3. OK – 2:49 (Beastie Boys)
4. Too Many Rappers [New Reactionaries Version] – 4:51 (Beastie Boys, Nasir Jones)
5. Say It – 3:25 (Beastie Boys)
6. The Bill Harper Collection – 0:23 (Beastie Boys)
7. Don't Play No Game That I Can't Win – 4:10 (Beastie Boys, Santi White)
8. Long Burn the Fire – 3:33 (Beastie Boys)
9. Funky Donkey – 1:56 (Beastie Boys)
10. The Larry Routine – 0:29 (Beastie Boys)
11. Tadlock's Glasses – 2:19 (Beastie Boys)
12. Lee Majors Come Again – 3:42 (Beastie Boys)
13. Multilateral Nuclear Disarmament – 2:53 (Beastie Boys)
14. Here's a Little Something for Ya – 3:08 (Beastie Boys)
15. Crazy Ass Shit – 1:56 (Beastie Boys)
16. The Lisa Lisa/Full Force Routine – 0:48 (Beastie Boys)